# 安德尔河畔沙蒂永
安德尔河畔沙蒂永（法語：Châtillon-sur-Indre，法語發音：[ʃɑtijɔ̃ syʁ ɛ̃dʁ] ⓘ），法国中部城市，中央-卢瓦尔河谷大区安德尔省的一个市镇，隶属于沙托鲁区，其市镇面积为45.3平方公里，2022年1月1日时人口数量为2,296人，在法国城市中排名第4,242位。
安德尔河畔沙蒂永位于安德尔省西部偏北，安德尔河左岸，与安德尔-卢瓦尔省接壤，是一个区域性的中心市镇，连接图尔和沙托鲁的干线公路由此通过，另有支线公路通向周边地区

## 地名来源

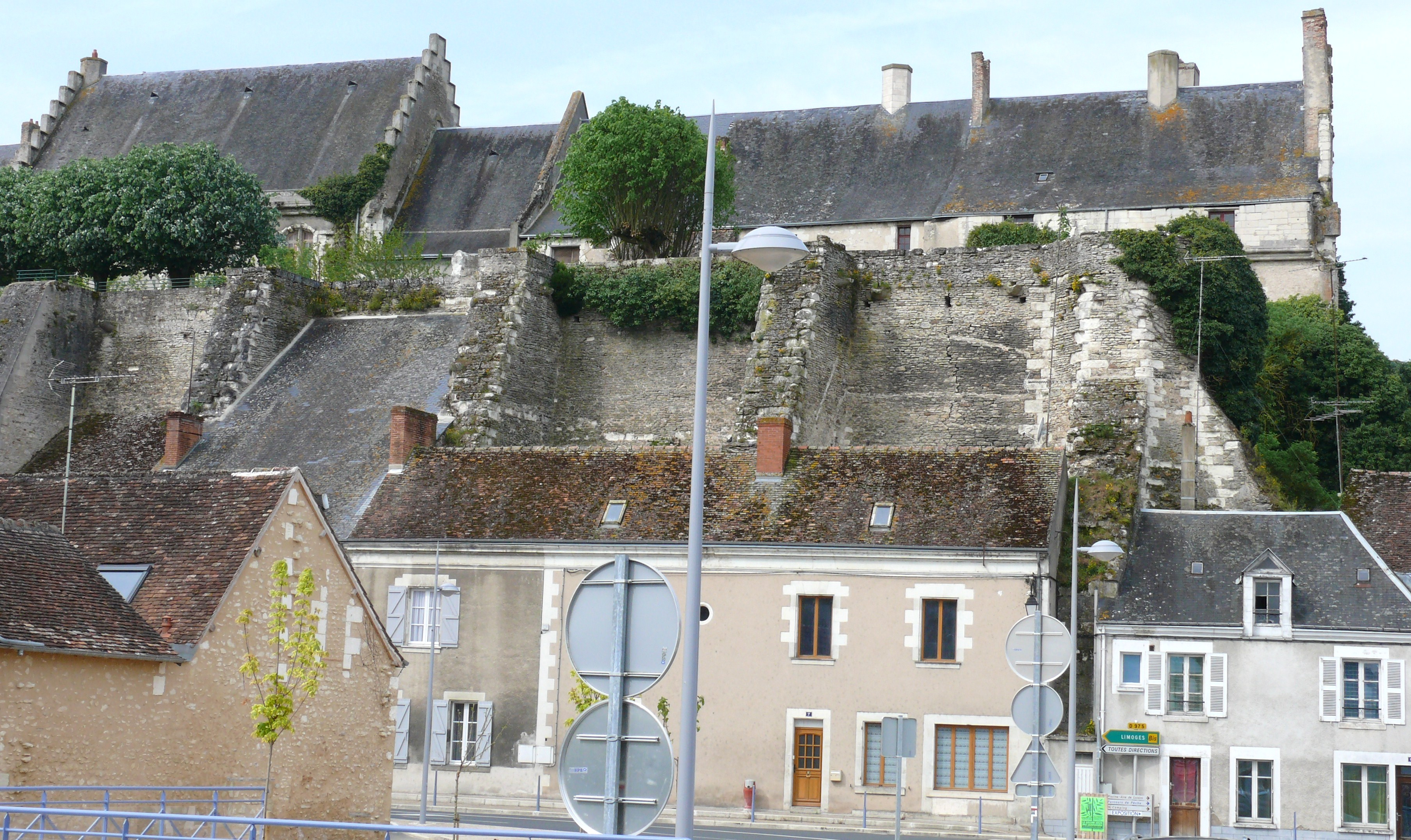
城墙旧址

“沙蒂永”一名是法语单词“城堡”（法语：Château）的变体。

## 历史
安德尔河畔沙蒂永最初出现于公元10世纪，比藏赛领主罗贝尔一世于950年将其西侧土地册给其子埃蒙一世（Haimon I），后者在此建立了庄园宅邸。此后安德尔河畔沙蒂永在贝里、图赖讷和安茹之间转手，亨利二世曾在此建立碉楼，附近形成了城郊居民区（Faubourg）。英法百年战争期间，此地曾被英格兰军队占领。法国大革命后，安德尔河畔沙蒂永成为安德尔省的一个市镇，并于1790至1795年间为一个地区行署。1794年，圣马丁德韦尔图（Saint-Martin-de-Vertou）整体合并入安德尔河畔沙蒂永。工业革命期间，连接图尔和沙托鲁的铁路由此通过，后于1969年停运。

## 地理

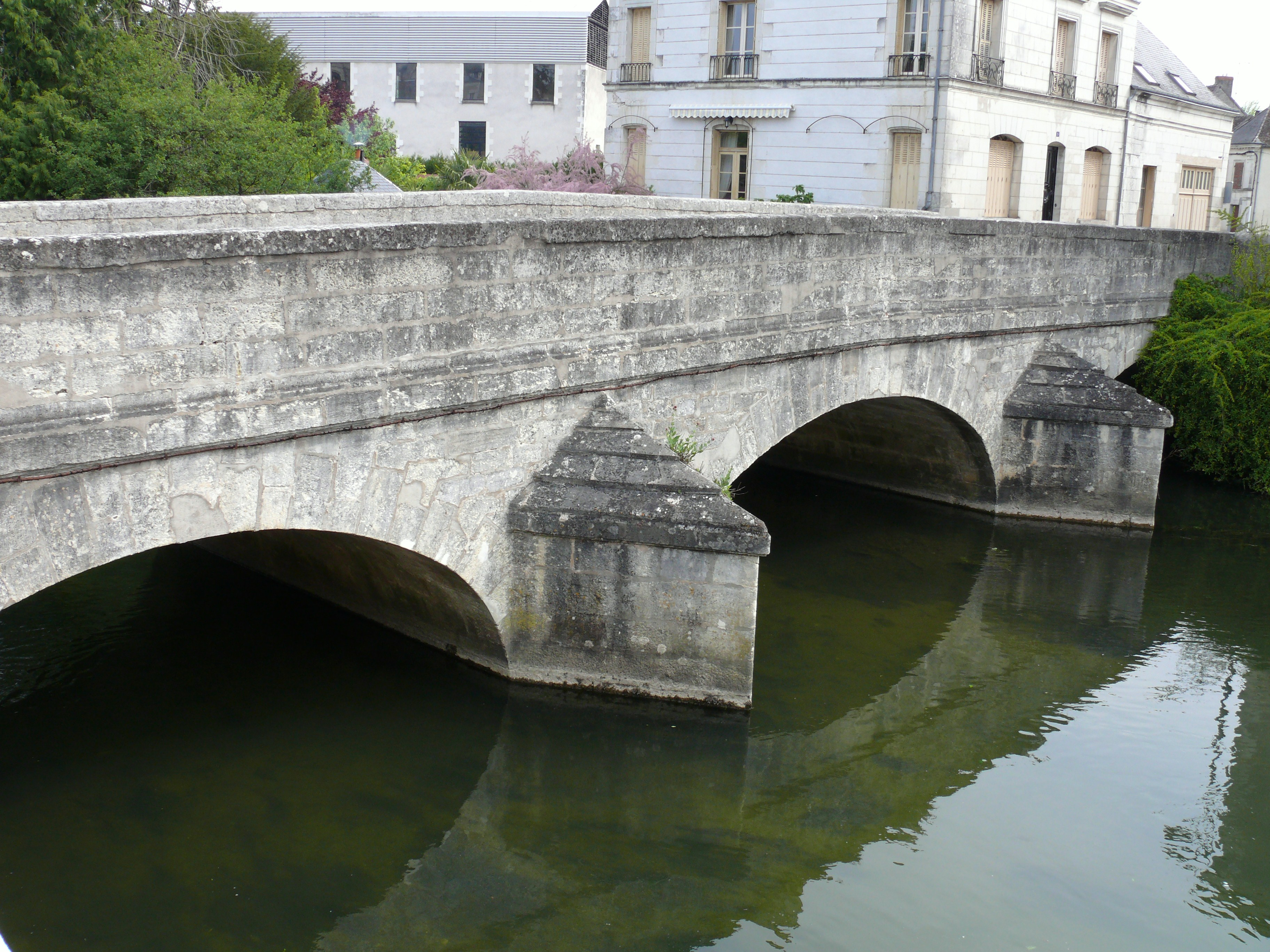
安德尔河

安德尔河畔沙蒂永位于法国中部偏西，中央-卢瓦尔河谷大区南部和安德尔省西部偏北，距离省会沙托鲁大约47公里。与安德尔河畔沙蒂永接壤的市镇包括：克莱雷迪布瓦、克利永、弗莱雷拉里维耶尔、米尔、圣西朗迪让博、圣梅达尔、勒特朗热、安德鲁瓦河畔洛谢、维勒多曼。

### 地形
安德尔河畔沙蒂永位于安德尔河河谷中，境内以浅丘为主，市区地势相对平坦，全境海拔在82到148米之间。

### 水文
安德尔河自东南向西北流经境内，该河属于卢瓦尔河水系。

### 植被
安德尔河畔沙蒂永属于温带落叶林区，市区内的主要林地分布于安德尔河两岸。

### 气候
安德尔河畔沙蒂永在柯本气候分类法中属于温带海洋性气候。

## 行政区划
安德尔河畔沙蒂永是法国中央-卢瓦尔河谷大区安德尔省的一个市镇，编号为36045。安德尔河畔沙蒂永隶属于沙托鲁区和比藏赛县，是贝里地区沙蒂永市镇公共社区的办公驻地。在2014年以前，安德尔河畔沙蒂永还管辖同名县。
法国国家统计与经济研究所（简称）在进行数据统计时，未将安德尔河畔沙蒂永划入任何城市核心区（Unité urbaine）及城市区（Aire urbaine），并将安德尔河畔沙蒂永整体划为一个“块区”（IRIS）。

## 交通

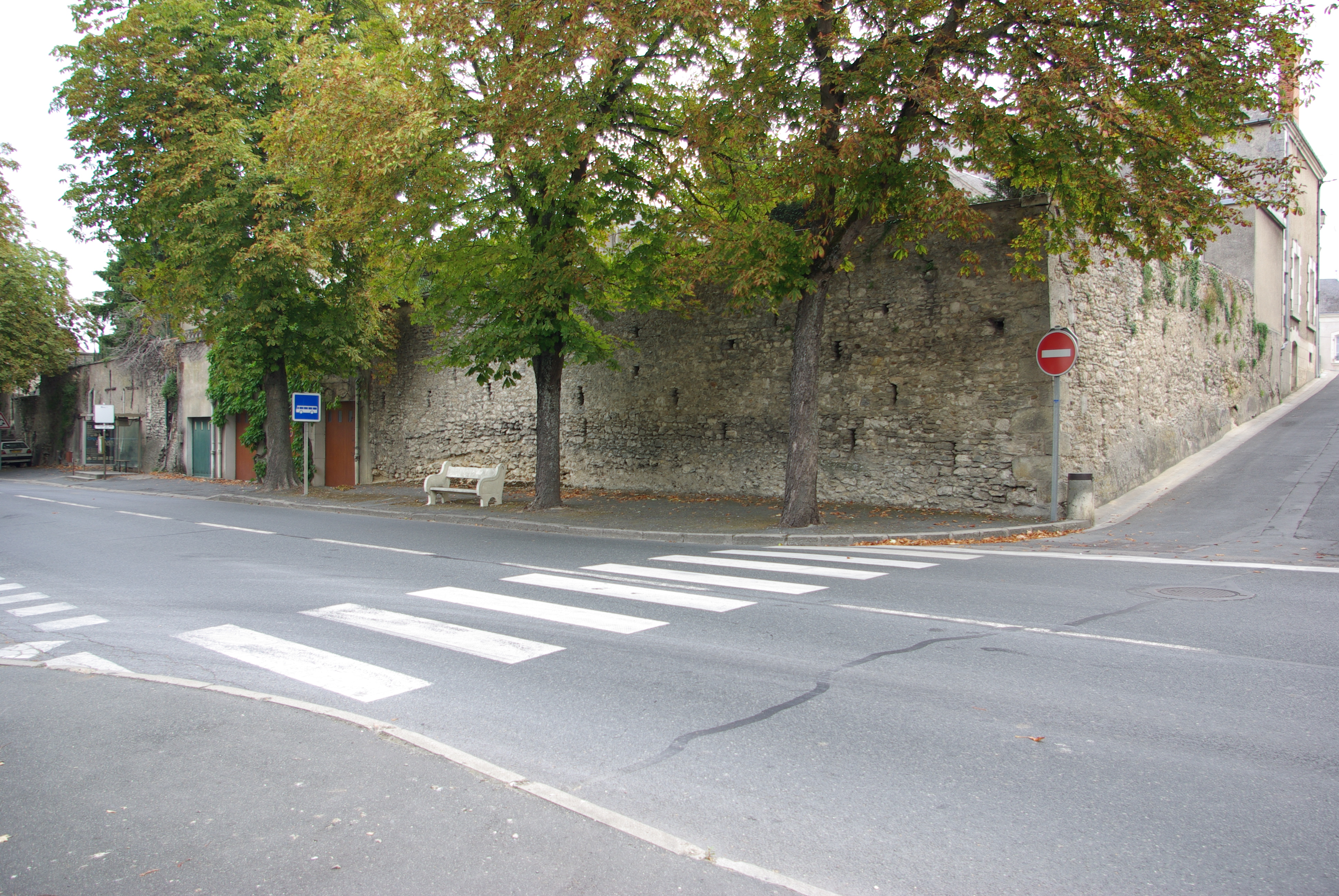
途径安德尔河畔沙蒂永的公路D943线

### 公路
连接图尔和沙托鲁的干线公路D943线和多条安德尔省省道在安德尔河畔沙蒂永境内交汇，中央-卢瓦尔河谷大区下属的城际客运提供往返于图尔和沙托鲁之间的巴士线路，沿线停靠大部分市镇。
2017年，62.6%的安德尔河畔沙蒂永家庭拥有至少一辆的私人汽车。2017年，安德尔河畔沙蒂永境内共发生各类交通事故3起，造成2人遇难，1人受伤。

### 铁路
安德尔河畔沙蒂永位于图尔附近茹埃－沙托鲁铁路上，该铁路洛什以东的路段已于1969年起停运。距离安德尔河畔沙蒂永最近的铁路车站为沙托鲁站，距离市区大约48公里，该站停靠前往巴黎、图卢兹、利摩日、奥尔良等地的列车。

### 航空
距离安德尔河畔沙蒂永最近的民用航空站为图尔卢瓦尔河谷机场，距离安德尔河畔沙蒂永市中心的公路里程约70公里。

### 城市公共交通
安德尔河畔沙蒂永暂无城市公共交通系统。

## 政治

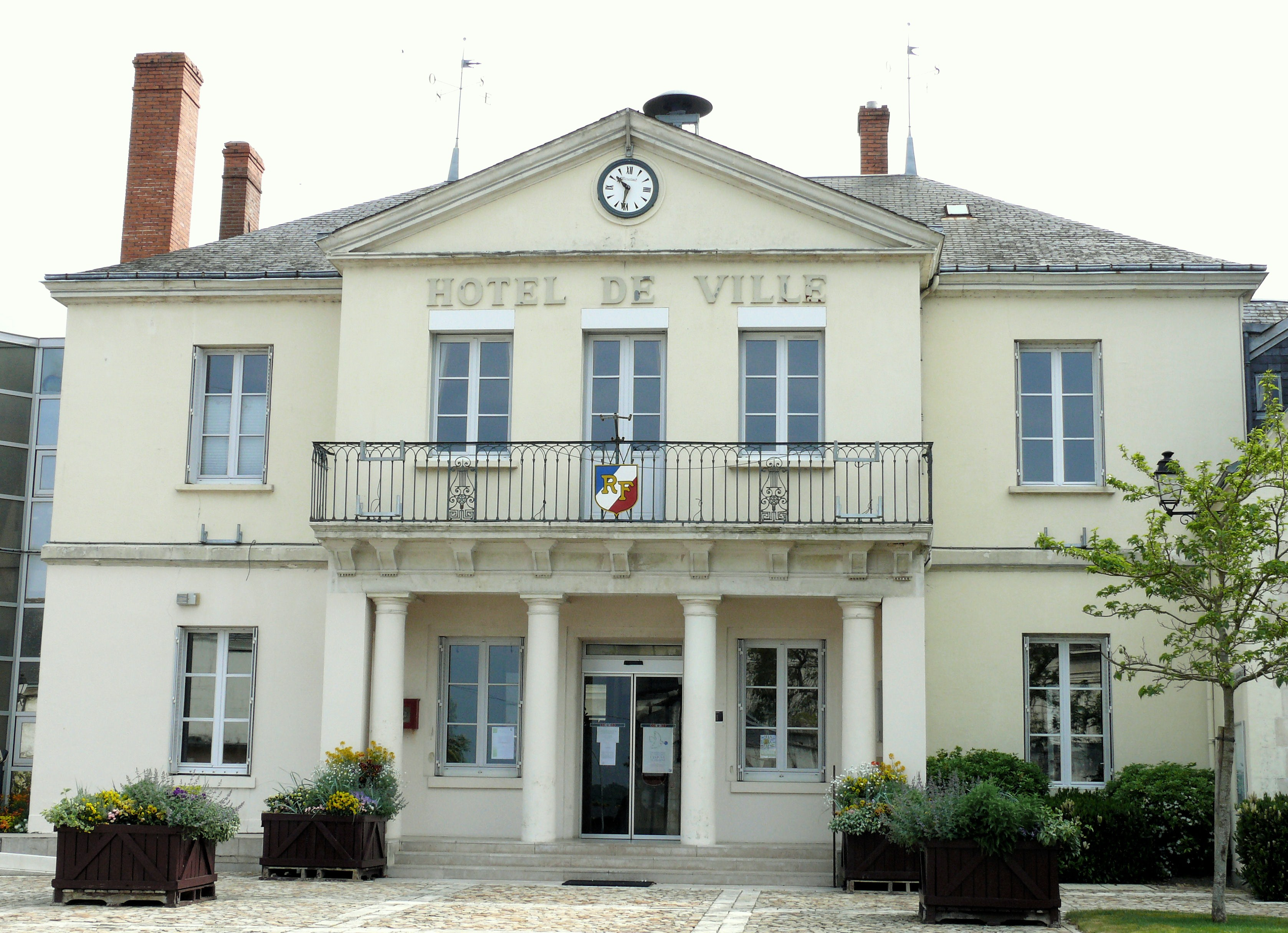
安德尔河畔沙蒂永市政厅

安德尔河畔沙蒂永的现任市长为热拉尔·尼科先生（Gérard Nicaud），他是歐洲生態－綠黨的一名成员，在2020年的市政选举中获得了57.58%的支持率。
在2017年的法国总统大选中，法国第25任总统埃马纽埃尔·马克龙在安德尔河畔沙蒂永获得了60.42%的支持率。

## 人口
2017年，安德尔河畔沙蒂永市镇人口数量为2,567，在法国排名第4,242位。其中男性1,164人，女性1,403人，75岁及以上人口占19.7%，外籍人口数量为499人，人口密度为57人/平方公里，当地居民被称为（男性）或（女性）。2018年，安德尔河畔沙蒂永境内出生16人，死亡人口52人。
| 年份   | 1936  | 1946  | 1954  | 1962  | 1968  | 1975  | 1982  | 1990  | 1999  | 2004  | 2009  | 2014  | 2017  |
| ------ | ----- | ----- | ----- | ----- | ----- | ----- | ----- | ----- | ----- | ----- | ----- | ----- | ----- |
| 人口數 | 3,376 | 3,599 | 3,404 | 3,479 | 3,658 | 3,624 | 3,526 | 3,262 | 3,119 | 2,909 | 2,833 | 2,683 | 2,567 |

## 经济
安德尔河畔沙蒂永是一个区域性的中心市镇，当地共有各类用人单位342家，全部为中小型企业（PME），平均历史为21年，行政、医疗及社会服务是当地的主要就业岗位类型。

## 财政收入
2018年，安德尔河畔沙蒂永的财政收入总额为2,583,280欧元，财政支出总额为1,923,310欧元，当年的债务总额为2,076,530欧元。
2015年，安德尔河畔沙蒂永的人均收入总额为2,452欧元，其中高职人员为3,923欧元，普通职员为1,693欧元。
2017年，安德尔河畔沙蒂永境内的青壮年（15至64岁）失业率为14.7%，当地28.4%的家庭拥有纳税资格。

## 社会事务

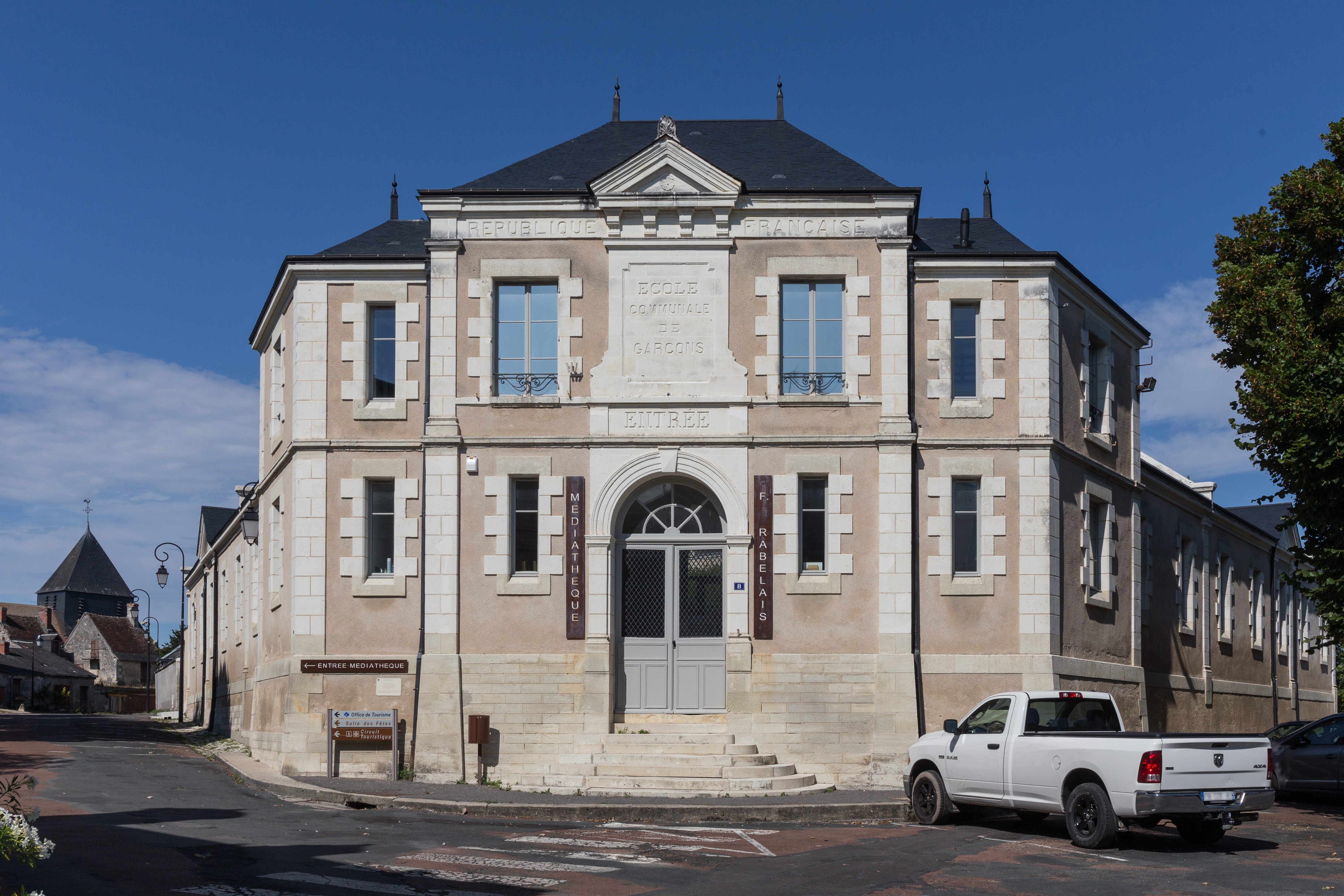
安德尔河畔沙蒂永多媒体中心

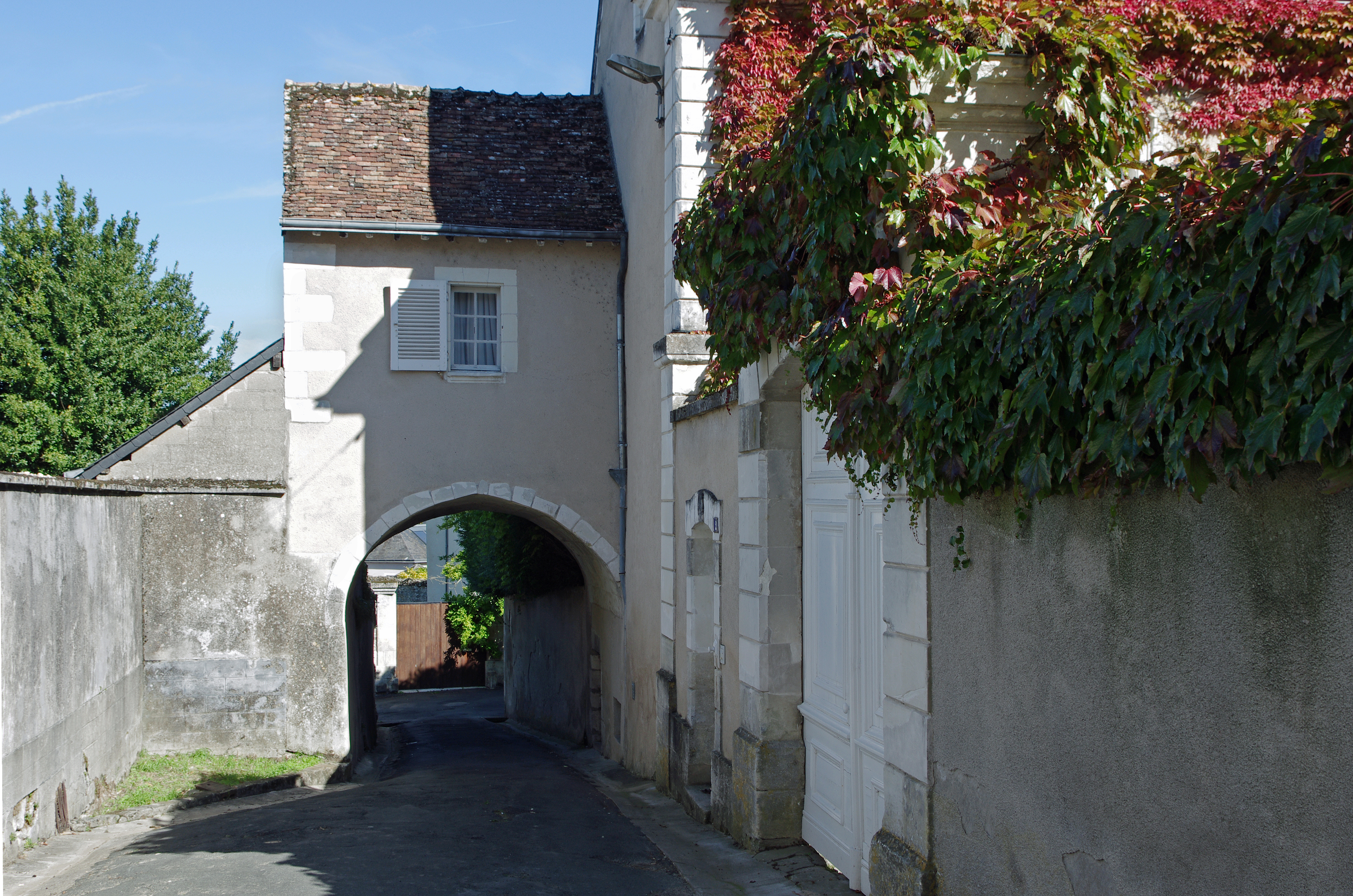
老城民居

### 教育
安德尔河畔沙蒂永属于奥尔良-图尔学区。截止2019年1月1日，安德尔河畔沙蒂永境内共有1所幼儿园、2所小学和1所初级中学。2018至2019学年度，安德尔河畔沙蒂永境内共有在校中等教育阶段学生317名。

### 医疗
截止2019年1月1日，安德尔河畔沙蒂永境内共有全科医生3名、保健师1名、牙医1名和护士6名。境内共有药房2家和养老院1家。
安德尔河畔沙蒂永境内有一处区域性医疗机构，其主病区“安德尔河畔沙蒂永地方中心医院”（Centre Hospitalier Local de Châtillon-sur-Indre）设有床位305个，是当地规模最大的公立综合性医院。

### 住房
2017年，安德尔河畔沙蒂永境内共有各类住房1,699套，其中89.9%为独立式居民区；9.9%为集中式居民区，主要分布于市区市中心。常住房屋占安德尔河畔沙蒂永市镇范围内居民建筑总量的77%。

### 商业
2018年，安德尔河畔沙蒂永境内共有各类商铺137家，其中餐饮服务类63家。Intermarché在此开有分店。

### 体育
2019年，安德尔河畔沙蒂永境内共有1家游泳池、1间体育馆、3处网球场、1处足球或橄榄球场以及1处篮球或排球场。

### 环境
安德尔河畔沙蒂永的环境事务由其所属的公共社区负责。2018年，安德尔河畔沙蒂永境内共有2家污染企业。

### 治安
2014年，安德尔河畔沙蒂永及附近地区共发生各类案件1,620起，其中盗窃类案件932起，经济类案件231起，毒品交易类案件124起。

## 文化
2019年，安德尔河畔沙蒂永境内暂无任何文化设施。

### 建筑
安德尔河畔沙蒂永境内有多处法国国家文物保护单位，普济约城堡和安德尔河畔沙蒂永圣母教堂是当地的代表性历史建筑物。

### 旅游
安德尔河畔沙蒂永的旅游事务由其所属的公共社区负责。2020年，安德尔河畔沙蒂永境内共有1个露营地，可容纳共51辆露营车。

### 媒体
法国主要的媒体均可在安德尔河畔沙蒂永接收，法国电视三台下属的中央-卢瓦尔河谷大区频道在部分时段播出安德尔河畔沙蒂永所属区域的地方新闻。

## 友好城市
截至2020年11月，安德尔河畔沙蒂永共与两座城市互为友好城市关系：
- 義大利 蘇法利諾
- 英格兰 泰特伯里